# Lepthyphantes venereus
Lepthyphantes venereus là một loài nhện trong họ Linyphiidae.
Loài này thuộc chi Lepthyphantes. Lepthyphantes venereus được Eugène Simon miêu tả năm 1913.